# Benoît Ebrard
Benoît Ebrard (2 maart 1983) is een Frans voormalig wielrenner. Hij kwam een seizoen uit voor Ag2r Prévoyance.

## Erelijst
2008
- 3e in Tour du Charolais (FRA)

## Grote rondes
Geen

## Ploegen
- 2006: Ag2r Prévoyance (stagiair)